# Susan Tedeschi
Susan Tedeschi (Boston, 9 novembre 1970) è una cantante e musicista statunitense di genere blues.
Ha ricevuto diverse nomination ai Grammy Awards: tra queste quella come miglior artista esordiente nel 2000 e tre volte (2004, 2006, 2010) quella nella categoria Miglior album blues contemporaneo.

## Biografia
Nata da una famiglia di origine italiana in Massachusetts, è figlia di Dick Tedeschi, nipote di Nick Tedeschi e pronipote di Angelo Tedeschi, fondatore di Tedeschi negozi alimentari, una catena di supermercati e minimarket del New England.
Dal 2010, con il marito Derek Trucks ed altri musicisti, è membro del gruppo musicale Tedeschi Trucks Band.

## Discografia

### Solista
- Better Days (1995)
- Just Won't Burn (1998)
- Wait for Me (2002)
- Live from Austin, TX - Live (2004)
- The Best Of Susan Tedeschi Episode One (2005)
- Hope and Desire (2005)
- Back to the River (2008)

### Con Tedeschi Trucks Band
- Revelator (2011)
- Everybody's Talkin' - Live (2012)
- Made Up Mind (2013)
- Let Me Get By (2016)
- Live from the Fox Oakland - Live (2017)
- Layla revisited (Live at Lockn’) (2021)